# Ембрюгге
Ембрюгге (нід. Eembrugge) — селище в нідерландській провінції Утрехт. Входить до муніципалітету Барн.
Його площа становить 0,29 км², а населення станом на 2021 рік складало 35 осіб.
Перша згадка про населений пункт датується 1254 роком.

## Галерея

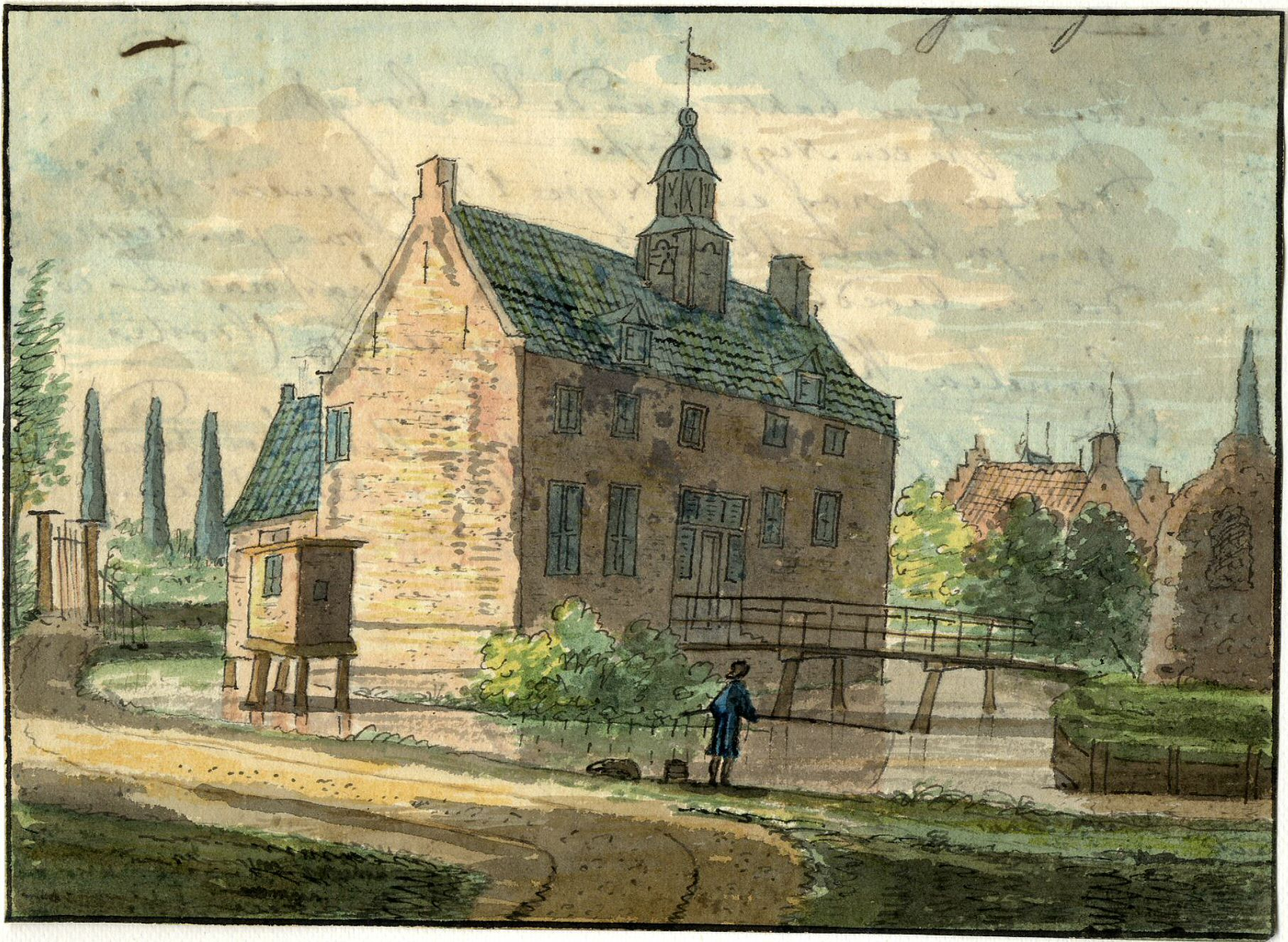
Замок Wakestyn (1700-1740)
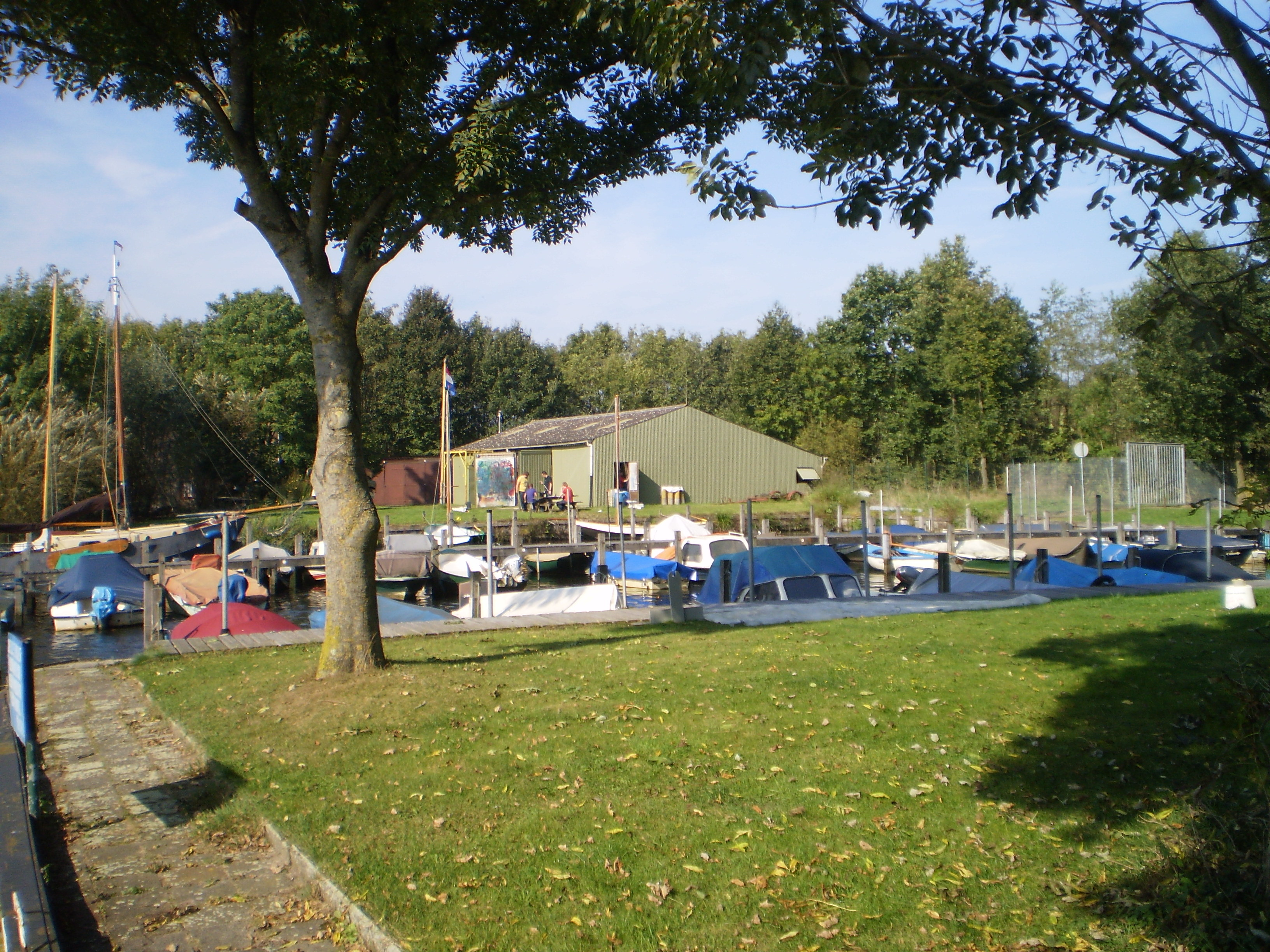
Гавань